# Station Gizeh
Station Gizeh (Arabisch: الجيزة, Al Jīzah/al-Gīzah) is een station in de Egyptische stad Gizeh dat in 1867 werd geopend. Het station wordt bediend door de Opper-Egyptelijn en lijn 2 van de metro van Caïro.

## Spoorwegen
In 1834 werd de eerste aanzet gegeven tot de bouw van spoorlijnen in Egypte. De spoorlijn moest Alexandrië verbinden met Suez via Caïro. Als gevolg van onenigheid tussen Frankrijk en het Verenigd Koninkrijk werd de aanleg al na enkele kilometers in Alexandrië gestaakt. De bouw werd in september 1851 hervat en in 1852 was de eerste spoorlijn van Afrika, en daarmee van Egypte, tussen Alexandrië en Aboe Hommos, een feit. In 1867 werd het eerste deel van de Opper-Egyptelijn tussen Imbaba en Minya geopend met onderweg een station bij Gizeh. De lijn liep langs de westrand van de toenmalige bebouwing en de weg tussen het station en de piramides, ook toen al een toeristische trekpleister, liep door vrijwel onbebouwd gebied met landerijen. Het station werd opgetrokken in de neo-Egyptische bouwstijl en kreeg twee zijperrons op maaiveldniveau. In 1874 werd de lijn ten zuiden van Minya doorgetrokken tot Assioet. De spoorbrug bij Imbaba werd in 1891 voltooid, waarmee de Opper-Egyptelijn werd verbonden met het centraal station van Caïro. 

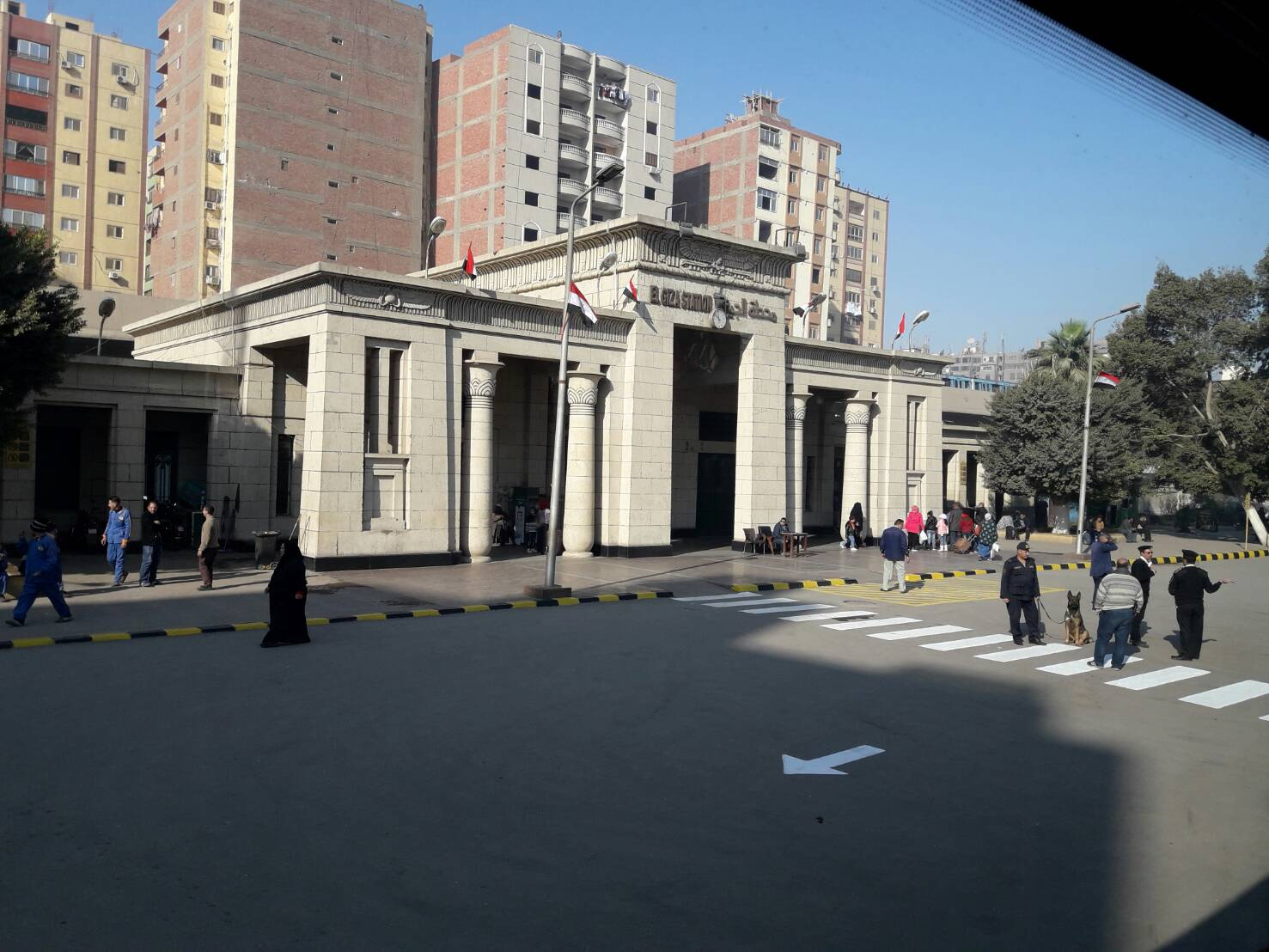
Het station aan het stationsplein aan de oostkant van het spoor.
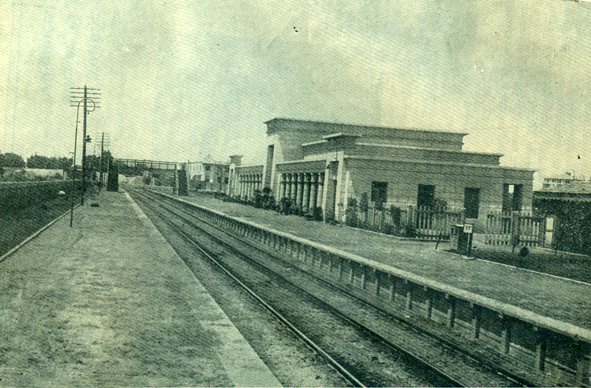
Het station rond 1930 gezien uit het zuiden.

## Metro
In 1973 werd besloten tot de aanleg van een metronet in en rond Caïro bestaande uit drie lijnen, waarvan een Shobra met Gizeh zou verbinden via het centrum van Caïro. Deze metrolijn ligt in Gizeh ten zuiden van de Koning Faisalstraat op een viaduct dat deels boven de Opper-Egyptelijn loopt. Dit viaduct is ten noorden van Omm El-Misrjeen op 8 oktober 2000 in gebruik genomen door de metro. De metroperrons langs het viaduct bij Gizeh zijn verbonden met een stationshal die boven de noordkop van de spoorwegperrons is gebouwd. Overstappers kunnen gebruikmaken van de trappen tussen deze stationshal en de perrons langs de Opper-Egyptelijn. De metroperrons zijn aan de buitenzijde afgeschermd met gebogen perronwanden die met liggers boven de sporen met elkaar zijn verbonden. Een deel van deze wanden is opgesierd met mozaïekwerk met in dit geval een afbeelding van de beroemde piramides die ongeveer 7,5 km ten westen van het station staan. In 2024 is begonnen met de bouw van metrolijn 4, een oost-westlijn door het zuiden van de agglomeratie Caïro, die in 2028 gereed moet zijn. Deze lijn krijgt onder meer stations bij het Groot Egyptisch Museum, naast de piramides en bij station Gizeh.

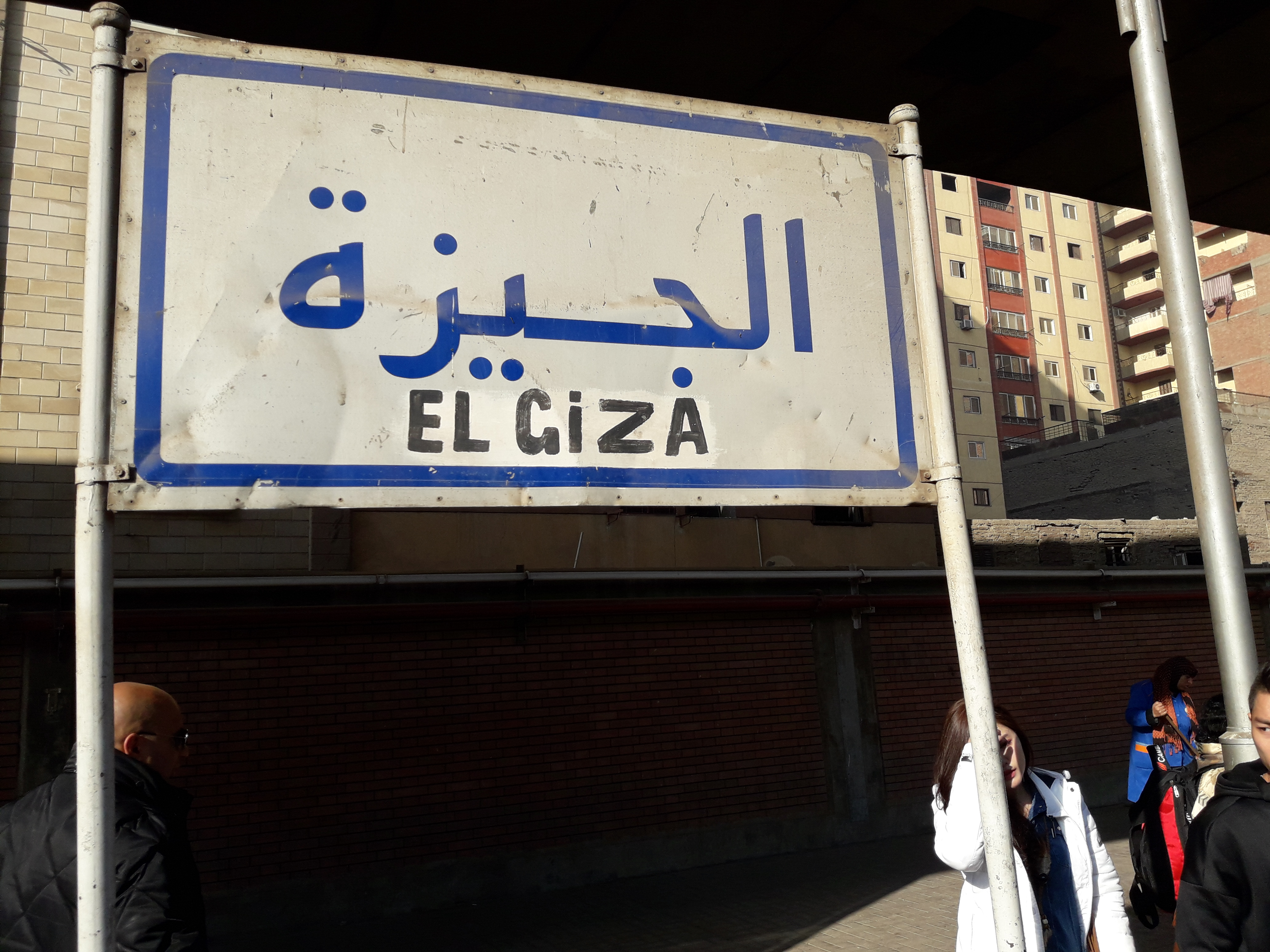
Het stationsnaambord langs de Opper-Egyptelijn.
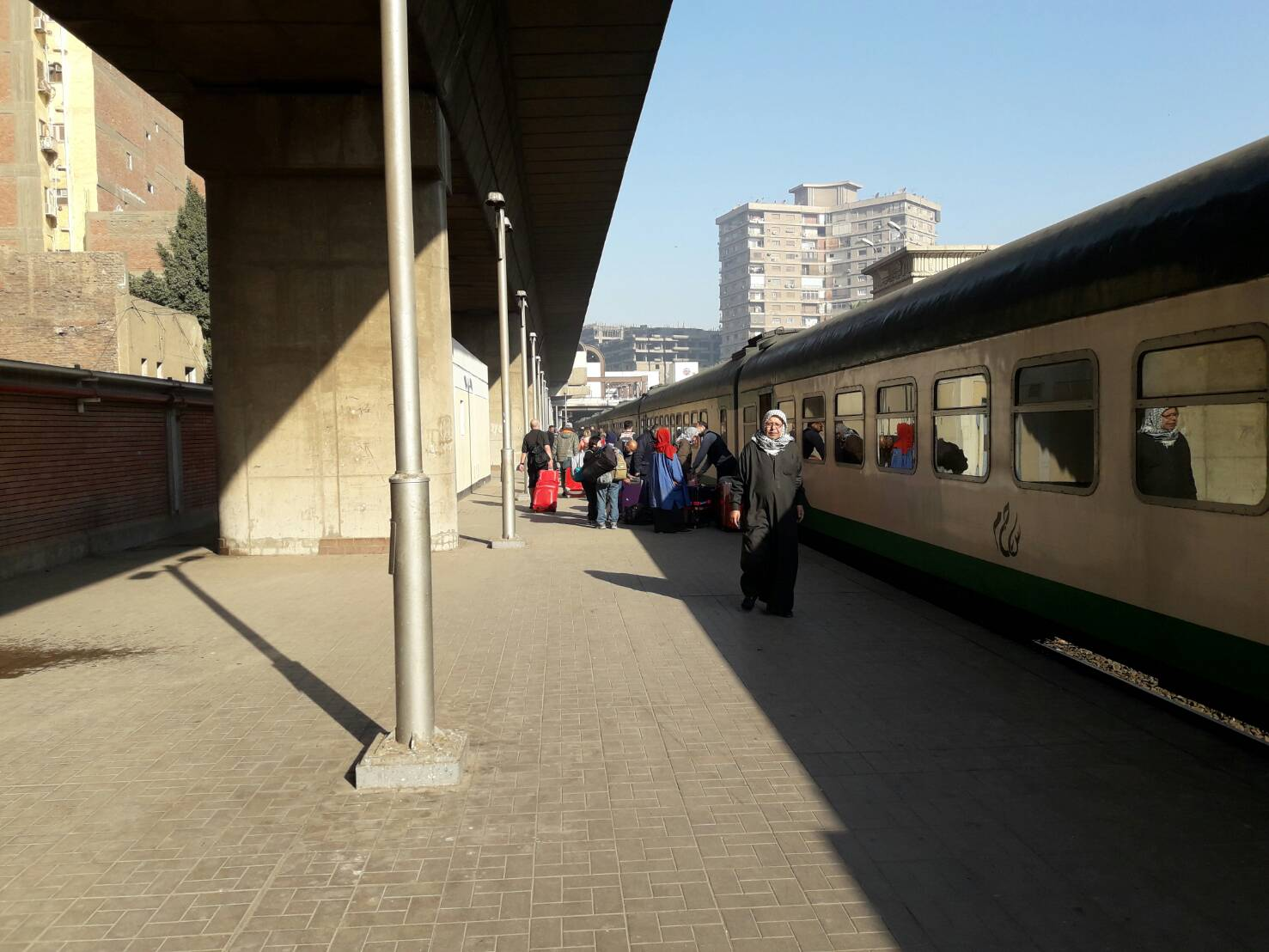
Het westelijke perron onder het metroviaduct.